# Acajutiba (ort)
Acajutiba är en ort i Brasilien.   Den ligger i kommunen Acajutiba och delstaten Bahia, i den östra delen av landet, 1 200 km öster om huvudstaden Brasília. Acajutiba ligger 183 meter över havet och antalet invånare är 14 348.
Terrängen runt Acajutiba är huvudsakligen platt. Acajutiba ligger uppe på en höjd. Närmaste större samhälle är Esplanada, 16,8 km sydost om Acajutiba.
Omgivningarna runt Acajutiba är huvudsakligen savann. Runt Acajutiba är det ganska glesbefolkat, med 34 invånare per kvadratkilometer.